# Aéroport de Socotra
L'aéroport de Socotra (en arabe: مطار سقطرى) est l'unique aéroport desservant l'île de Socotra, au Yémen (code IATA : SCT • code OACI : OYSQ) ainsi que sa ville capitale de Hadiboh. Il a ouvert en 1999. 

## Situation
| Ta'izz Socotra Say'un Sana'a Al Ghaydah Aden Ta'izz |

## Vue d'ensemble
Cet aéroport yéménite le plus éloigné vis-à-vis de sa capitale a en temps normal des vols quotidiens reliant l'île au continent, avec Al Moukalla (Aéroport Riyan) où tous les vols font une escale technique sur leur route vers la capitale Sanaa ou la ville portuaire d'Aden.
L'aéroport est situé sur la route goudronnée qui relie Hadiboh, sur la côte nord avec la principale attraction touristique à l'extrême ouest de l'île, à la plage de Qalansiyah. Il faut environ deux heures pour se rendre de l'aéroport à Qalansiyah.
Les vols ont été suspendus en mars 2015, à la suite des actions militaires de l'Arabie Saoudite.

## Compagnies aériennes et destinations
| Compagnies | Destinations |
| ---------- | ------------ |
| Yemenia    | Say'un       |

Édité le 14/09/2020